# Список рослин-супутників
Це список рослин-супутників (компаньйонів). Ще є багато рослин у списку корисних бур'янів. Рослини-супутники допомагають зростати іншим рослинам, залучаючи корисних комах, відлякуючи шкідників або забезпечуючи поживними речовинами, затінком або шпалерою. Вони можуть бути частиною програми біологічної боротьби зі шкідниками.

## Овочі
| Овочі                | Овочі                                  | Овочі | Овочі | Овочі                                                            | Овочі | Овочі | Овочі |
| Звичайна назва       | Наукова назва                          | Надає підтримку | Одержує підтримку | Приваблює                                                        | -Відлякує/+відвертає увагу | Уникайте                                                                                                  | Примітки |
| -------------------- | -------------------------------------- | --- | --- | ---------------------------------------------------------------- | --- | --- | --- |
| Баклажани            | Solanum melongena                      | Квасоля, перець, помідори, маракуя | Чорнобривці, котяча м'ята, кріп, щириця загнута, зелена квасоля, острогін, м'яти, чебрець |                                                                  | | | Чорнобривці будуть стримувати нематод. |
| Бамія                | Abelmoschus esculentus                 | Солодка картопля, помідори, перець | Квасоля, салат, кабачок, батат, перець |                                                                  | | | Бамія і батат є взаємно корисними при одночасній посадці. |
| Батат                | Ipomoea batatas                        | Бамія | Бамія |                                                                  | | | Бамія і батат є взаємно корисними при одночасній посадці. |
| Біб кінський         | Vicia faba                             | | Полуниця, селера |                                                                  | | | Для отримання додаткової інформації дивіться рядок «Бобові» |
| Спаржа               | Asparagus officinalis                  | Помідори, петрушка | Квіти сімейства айстрові, кріп, коріандр, помідори, петрушка, базилік, живокіст, чорнобривці, настурції[джерело?] | У поєднанні з базиліком, здається, приваблюють сонечок[джерело?] | | Цибуля, часник, картопля, гладіолус[джерело?]                                                             | |
| Квасоля, кущ         | Phaseolus vulgaris                     | Огірок, полуниця | Селера, полуниця, зернові |                                                                  | | Фенхель, соєві боби, суха квасоля, люцерна                                                                | «Салат, картопля, помідор, інші бобові, хрестоцвіті або кабачки збільшують кількість грибів-склеротиній» в ґрунті, тому їх слід уникати до і після квасолі. Для отримання додаткової інформації дивіться рядок «Бобові» |
| Квасоля, витка       | Phaseolus vulgaris                     | | Редька, кукурудза |                                                                  | | Соняшники, буряк, капустяні, кольрабі                                                                     | Стебло кукурудзи забезпечує шпалеру для росту бобів, які потім додають азот до ґрунту кукурудзи. Що стосується редьки, див. рядок «Бобових» для отримання додаткових відомостей |
| Звичайна назва       | Наукова назва                          | Надає підтримку | Одержує підтримку | Приваблює                                                        | -Відлякує/+відвертає увагу | Уникайте                                                                                                  | Примітки |
| Буряк                | Beta vulgaris                          | Броколі, кущова квасоля, капуста, салат, кольрабі, цибуля, капустяні, Маракуя                                                                                  | Кущова квасоля, цибуля, кольрабі, котяча м'ята,[джерело?] часник, салат, більшість капустяних, м'ята |                                                                  | | Витка квасоля                                                                                             | Добре підходить для додавання мінералів у ґрунт шляхом компостування листя, яке містить до 25 % магнію. Витка квасоля та буряк гальмують взаємний ріст. |
| Капустяні            | Brassicaceae                           | Буряк, цибуля, картопля,[джерело?] зернові (наприклад, кукурудза, пшениця)[джерело?]                                                                           | Буряк, шпинат, мангольд. Ароматичні рослини або рослини з багатьма квітками, такі як селера, ромашка і чорнобривці. Кріп, шавлія, горох, м'ята перцева, кучерява м'ята, шпергель, розмарин, пажитник, часник, цибуля і картопля. Калачики, цибулеві, красоля, огірочник, гісоп, пижмо, помідори, чебрець, полин гіркий, полин лікарський, квасоля, конюшина |                                                                  | Ковалики | Гірчиця, пасльонові (помідори, перець тощо), квасоля, полуниця                                            | Капустяні — це родина рослин, яка охоплює броколі, брюссельську капусту, капусту, цвітну капусту, пекінську капусту, кольрабі, редьку та ріпу. Чебрець, настурції та цибуля виявили гарну стійкість до капустяного черв'яка, довгоносика та капустяної совки (Trichoplusia ni). |
| Броколі              | Brassica oleracea                      | Салат | Суміш гірчиці, китайської листової капусти (бок-чой) та броколі Рабе. Буряк, кріп, салат, гірчиця, цибуля, помідор, ріпа, конюшина |                                                                  | | | Було показано, що брокколі як основна культура, посіяна разом із салатом, є більш прибутковою, ніж кожна з цих культур окремо. Ріпа діє як культура-пастка. Для отримання додаткової інформації дивіться рядок Капустяні |
| Брюссельська капуста | Brassica oleracea                      | | Шавлія, чебрець, конюшина, солодкий ячмінь |                                                                  | | | |
| Капуста              | Brassica oleracea / Brassica chinensis | Квасоля, селера | Квасоля, конюшина, календула/чорнобривці, ромашка, дельфіній, настурції, кріп, коріандр, гісоп, цибуля, буряк, чорнобривці, м'ята, розмарин, шавлія, чебрець, помідори, пижмолиста фацелія, Зелена цибуля з пекінською капустою. | Равлики та слимаки                                               | | Виноград                                                                                                  | Для отримання додаткових відомостей дивіться рядок Капустяні. Якщо конюшина використовується як суміжна культура, її слід сіяти після пересадки капусти, щоб не вплинути на врожайність. Настурції відлякують капустяну міль |
| Морква               | Daucus carota                          | Помідори, цибулеві, квасоля, цибуля-порей, салат, цибуля, Маракуя                                                                                              | Салат, цибулеві (цибуля-трибулька, цибуля-порей, цибуля, цибуля шалот тощо), розмарин, гіркий полин, шавлія, квасоля, льон | редувіїди, сітчастокрилі, паразитична оса, та інші хижі оси      | Міль цибулева, цибулева муха | Кріп, пастернак, редька                                                                                   | Помідори краще ростуть разом з морквою, але можуть зупинити зростання моркви. Квасоля забезпечує азот, якого морква потребує більше, ніж деякі інші овочі. Ароматичні рослини-супутники відлякують морквяну муху. Шавлія, розмарин та редис у деяких джерелах рекомендуються як рослини-супутники, а в деяких вказуються як несумісні. Цибулеві, посаджені разом з морквою, збивають з пантелику цибулеву і морквяну муху. Щоб морква приваблювала корисних комах, їй потрібно дати можливість цвісти; в іншому випадку для того ж ефекту використовуйте дику моркву. Льон виробляє олію, яка може захистити коренеплоди, такі як морква, від деяких шкідників. |
| Цвітна капуста       | Brassica oleracea                      | Квасоля, селера, шпинат,[джерело?] горох | Суміш пекінської капусти, чорнобривців, ріпаку та соняшнику. Шпинат,[джерело?] горох |                                                                  | | | Шпинат, висаджений через ряд, на відстані 60 см від кожного ряду цвітної капусти, дає ефект взаємної підтримки.[джерело?] Додаткові відомості див. у рядку Капустяні. Див. рядок Горох щодо їх сумісності з цвітною капустою. |
| Селера               | Apium graveolens                       | Кущова квасоля, капустяні, огірок | Космея, ромашки, ротики, цибуля-порей, помідори, цвітна капуста, капуста, кущова квасоля |                                                                  | Білокрилки | Кукурудза, квіти айстри                                                                                   | Квіти айстри можуть передавати хворобу жовтих айстр |
| Звичайна назва       | Наукова назва                          | Надає підтримку | Одержує підтримку | Приваблює                                                        | -Відлякує/+відвертає увагу | Уникайте                                                                                                  | Примітки |
| Мангольд             | Beta vulgaris ssp. cicla               | Капустяні, маракуя | |                                                                  | | | |
| Кукурудза            | Zea mays                               | Квасоля, кабачки, соєві боби, помідори | Соняшник, кріп, бобові (квасоля, горох, соєві боби тощо), арахіс, кабачки, конюшина, амарант, білі калачики, лобода біла, іпомея, петрушка та картопля, гірчиця польова, Суданська трава |                                                                  | | Помідор, селера                                                                                           | Забезпечує боби шпалерою, захищається від хижаків та сухості за допомогою гарбузових, в агротехніці три сестри |
| Огірок               | Cucumis sativus                        | Квасоля, кольрабі, салат | Кольрабі, настурції, редис, чорнобривці, соняшник, горох, квасоля, ромашка, буряк, морква, кріп, цибуля, часник, амарант (Amaranthus cruentus), селера, Малабарський шпинат | Корисний для турунів (жужелиць)                                  | Єноти, мурахи | Картопля, ароматичні трави                                                                                | Посійте 2 або 3 насіння редьки разом з огірками, щоб відлякати огіркових жуків. Одне з досліджень показало зменшення кількості огіркових жуків на 75 % при одночасному посіві амаранту. Було виявлено, що спреї з салату, спаржі, малабарського шпинату та селери зменшують кількість білокрилок. Для отримання додаткових відомостей див. рядок Гарбузові |
| Гарбузові            | Cucurbitaceae                          | Кукурудза | Кукурудза, зернове сорго |                                                                  | | | Гарбузові — це родина рослин, що охоплює дині, огірки, гарбузи, гарбузи та патисони. |
| Кольрабі             | Brassica oleracea v. gongylodes        | Цибуля, буряк, ароматичні рослини, огірки | Буряк, огірки |                                                                  | | | Для отримання додаткових відомостей див. рядок Капустяні |
| Порей                | Allium porrum                          | Морква, селера, цибуля, помідор, маракуя | Морква, конюшина, |                                                                  | | Мангольд                                                                                                  | Для отримання додаткових відомостей див. рядок Цибулеві |
| Бобові               | Phaseolus та Vicia                     | Буряк, салат, бамія, картопля, шпинат,[джерело?] кріп,[джерело?] капуста, морква, мангольд, баклажани, горох, помідори, капустяні, кукурудза, огірки, виноград | Літній чабер, буряк, огірки, огірочник, капуста, морква, цвітна капуста, кукурудза, дельфіній, любисток, чорнобривці, гірчиця, редька, картопля, м'ята перцева, розмарин, салат, цибуля, кабачок, пижмолиста фацелія | Равлики та слимаки                                               | Колорадський жук | Цибулеві, гладіолуси                                                                                      | Надає притулок азотфіксуючим бактеріям, гарне добриво для деяких рослин, але забагато для інших. Екстракти розмарину і м'яти перцевої використовуються в органічних спреях для квасолі. Літній чабер і картопля відлякують бобових жуків. |
| Салат                | Lactuca sativa                         | Буряк, квасоля, бамія, цибуля, редька, брокколі, Морква, Маракуя                                                                                               | Редька, буряк, кріп, кольрабі, цибуля, квасоля, морква, огірки, полуниця, броколі чебрець, настурції, лобулярія приморська, кінза | Слимаки та равлики.                                              | | Селера, капуста, крес-салат, петрушка                                                                     | М'яти (включаючи гісоп, шавлію та різноманітні монарди) відлякують слимаків, біду салату та капусти.[джерело?] Було виявлено, що броколі, якщо його саджати разом із салатом, є більш прибутковим, ніж кожна з цих культур окремо. |
| Гірчиця              | Sinapis alba                           | Квасоля, броколі, капуста, цвітна капуста, фруктові дерева, виноград, редька, брюссельська капуста, ріпа                                                       | |                                                                  | Різні шкідники | | Для отримання додаткових відомостей див. рядок Капустяні. Гірчиця діє як культура-пастка в посівах броколі. |
| Звичайна назва       | Наукова назва                          | Надає підтримку | Одержує підтримку | Приваблює                                                        | -Відлякує/+відвертає увагу | Уникайте                                                                                                  | Примітки |
| Пасльонові           | Solanaceae                             | | Морква, цибулеві, м'ята (базилік, материнка тощо) |                                                                  | | Квасоля, чорні волоські горіхи, кукурудза, кріп, кріп, капуста                                            | Пасльонові — це родина рослин, до складу якої входять помідори, тютюн, перець чилі (включаючи болгарський перець), картопля, баклажани та інші рослини. |
| Пастернак            | Pastinaca sativa                       | Плодові дерева | | Різноманітні хижі комахи                                         | | | Квіти пастернаку, залишені для насіння, привернуть до саду різноманітних хижих комах; вони особливо корисні, якщо залишити їх під плодовими деревами, адже ці хижаки атакують яблуневу плодожерку і світло-коричневу яблучну міль. Корінь також містить мірістрицин, токсичний для плодових мух, кімнатних мух, червоного павутинного кліща та горохової попелиці. За допомогою звичайного блендера можна зробити екстракт з трьох коренів пастернаку в одному літрі води кухонним комбайном (не тим, у якому ви готуєте їжу) і залишити на ніч, процідити й використати протягом кількох днів.                                                                 |
| Горох                | Pisum sativum                          | Капустяні, ріпа, цвітна капуста, часник, | Ріпа, цвітна капуста, часник, м'яти |                                                                  | Колорадський жук | | Горох при посіві з ріпою, цвітною капустою або часником демонстрував взаємне придушення зростання, однак прибуток від врожаю на одиницю площі збільшувався. |
| Перець               | Solanaceae, Capsicum                   | Бамія | Квасоля, помідори, майоран,[джерело?] бамія, калачики, петунії, соняшник, цибуля багряна конюшина, базилік, гірчиця польова |                                                                  | | Квасоля, капуста кейл (капуста, брюссельська капуста тощо)                                                | Рослини перцю люблять підвищену вологість. Цьому можна допомогти, посадивши їх з якимось щільнолистяним або ґрунтопокривним супутником, наприклад майораном і базиліком; рослинам перцю також потрібні прямі сонячні промені, але їхні плоди можуть постраждати від цього … рослини перцю, вирощені щільно або з помідорами, можуть захистити плоди від сонячного світла та підвищити рівень вологості. Соняшники, коли вони цвітуть у потрібний час, дають притулок корисним комахам, які зменшують популяцію трипсів. |
| Картопля             | Solanum tuberosum                      | Капустяні, квасоля, кукурудза, горох, маракуя | Хрін, квасоля, глуха кропива, чорнобривці, горох, цибуля, часник, чебрець, конюшина |                                                                  | Мексиканський квасолевий жук | Лутига, морква, огірок, гарбуз, малина, кабачки, соняшник, помідор                                        | Хрін підвищує стійкість картоплі до хвороб. Він відлякує картопляного клопа. Було виявлено, що часник більш ефективний, ніж фунгіциди, проти фітофторозу. Було показано, що горох зменшує кількість колорадських жуків. |
| Звичайна назва       | Наукова назва                          | Надає підтримку | Одержує підтримку | Приваблює                                                        | -Відлякує/+відвертає увагу | Уникайте                                                                                                  | Примітки |
| Гарбуз               | Cucurbita pepo                         | Кукурудза, квасоля | Гречка, дурман, котяча м'ята, материнка, пижмо, редис, настурції | павуки, жуки                                                     | | Картопля                                                                                                  | Редьку можна використовувати як культуру-пастку проти земляних блішок, гарбуз можна використовувати в агротехніці три сестри. Настурції відлякують крайовикових клопів (Coreidae). |
| Редька               | Raphanus sativus                       | Кабачок баклажани, огірки, салат, горох, квасоля, | Бугила (кервіль), салат, настурції |                                                                  | земляні блішки, огіркові жуки | Виноград                                                                                                  | Редьку можна використовувати як культуру-пастку проти блішок. Редис, вирощений з салатом, смачніший. |
| Соєві боби           | Glycine max                            | | Кукурудза, стручкова квасоля, соняшник |                                                                  | | | Було виявлено, що суміш кукурудзи, вігни (машу) та соняшнику позбавляє сою від попелиці. Стручкова квасоля діє як пастка для мексиканських бобових жуків у сої. |
| Кабачок              | Cucurbita spp.                         | кукурудза, квасоля, бамія, | Квасоля, гречка, огірочник, котяча м'ята, пижмо, редис, чорнобривці, настурції | Павуки, жуки                                                     | | | Редьку можна використовувати як культуру-пастку проти земляних блішок, гарбузяні можна використовувати в агротехніці три сестри. Чорнобривці та настурції відлякують крайовикових клопів. Чорнобривці відлякують огіркових жуків. |
| Помідори             | Solanum lycopersicum                   | Капустяні, броколі, капуста, селера, троянди, перець, спаржа                                                                                                   | Спаржа, базилік, квасоля, монарда, материнка, петрушка, чорнобривці, цибулеві, часник, цибуля-порей, селера, калачики, петунії, красоля, огірочник, коріандр, цибуля-трибулька, кукурудза, кріп, гірчиця, пажитник, ячмінь, морква, баклажани, м'яти, бамія, шавлія, чебрець, «квіткові смужки»                                                             |                                                                  | Тріщалка спаржева | Чорний горіх, люцерна, кукурудза, фенхель, перець чилі, горох, кріп, картопля, буряк, капустяні, розмарин | Чорний горіх пригнічуює ріст помідорів, а також негативно алелопатично впливає на всі інші пасльонові рослини (перець чилі, картопля, тютюн, петунія), тому що він виробляє хімічну речовину, яка називається юглон. Кріп приваблює томатного бражника. Вирощування помідорів з базиліком, схоже, не покращує смак помідорів, але дослідження показали, що вирощування їх на відстані 20 см один від одного може збільшити врожайність помідорів приблизно на 20 %. Одне з досліджень показало, що вирощування перцю чилі біля помідорів у теплицях збільшує кількість помідорної білокрилки на помідорах.                                                      |
| Ріпа і бруква        | Brassica rapa та Brassica napobrassica | Горох, броколі | Волохата вика, горох |                                                                  | | сухоребрик лікарський, спориш                                                                             | Ріпа діє як культура-пастка для шкідників броколі. Подивіться рядок Горох щодо його та ріпи мутуалізму. |
| Цибулеві             | Allioideae                             | Плодові дерева, пасльонові (помідори, перець стручковий, картопля), капустяні, морква                                                                          | Морква, помідори, морква, чорнобривці (Tagetes spp.), м'яти | Трипси                                                           | -кролики, слимаки (див. Часник), -попелиці, морквяна муха, -капустяна совка (Trichoplusia ni), -капустяна весняна муха, -капустяні черв'яки, -японські жуки | Боби, горох                                                                                               | Цибулеві — це підродина рослин, до складу якої входять цибуля, часник, цибуля-порей, цибуля шалот, цибуля-трибулька та інші. |
| Цибуля               | Allium cepa                            | Буряк, квасоля, капустяні, капуста, брокколі, морква, салат, огірки, перець, Маракуя, полуниця. Зелена цибуля з пекінською капустою.                           | Морква, буряк, капустяні, кріп, салат, полуниця, чорнобривці, м'яти, помідори, чабер садовий, ромашка, братки |                                                                  | | Сочевиця, горох,                                                                                          | Для отримання додаткових відомостей див. рядок Цибулеві |
| Шпинат               | Spinacia oleracea                      | Капустяні, цвітна капуста,[джерело?] маракуя | Полуниця, горох, квасоля, цвітна капуста[джерело?] |                                                                  | | | Горох і квасоля забезпечують природний затінок для шпинату. Дивіться примітки по цвітній капусті щодо мутуалізму зі шпинатом.[джерело?] |

## Фрукти
| Фрукти         | Фрукти              | Фрукти                                         | Фрукти | Фрукти              | Фрукти                     | Фрукти | Фрукти |
| Звичайна назва | Наукова назва       | Надає підтримку                                | Одержує підтримку | Приваблює           | -Відлякує/+відвертає увагу | Уникайте | Примітки |
| -------------- | ------------------- | ---------------------------------------------- | --- | ------------------- | -------------------------- | --- | --- |
| Яблуня         | Malus domestica     |                                                | Конюшина, цибуля-трибулька, часник, цибуля-порей, красоля, полин лікарський, нарциси, живокост                        |                     |                            | Кедр через яблучно-кедрову іржу. Волоський горіх, оскільки його коріння виробляє інгібітори росту, до яких яблуні чутливі                                                              | |
| Абрикоса       | Prunus armeniaca    |                                                | |                     |                            | Перець | Грибок, до якого схильні перці, може заразити абрикосові дерева, завдаючи багато шкоди. |
| Чорниця        | Vaccinium spp.      |                                                | Дуб, сосни, полуниця, конюшина, лавр благородний, ожина, деревій                                                      |                     |                            | Помідори | Сосни та дуби створюють кислий ґрунт, необхідний чорниці. Полуниця та ожина створюють здоровий ґрунтовий покрив, конюшина виробляє азот для задоволення високих потреб чорниці, деревій та лавровий лавр відлякують шкідливих комах. Кожен із перелічених трав'яних супутників також любить кислий ґрунт, якого потребує лохина. |
| Плодові дерева | Різні               |                                                | Цибулеві, пижмо, настурції, чорнобривці, майоран, меліса, гірчиця, кульбаба,                                          |                     |                            | | |
| Виноград       | Vitis spp.          |                                                | Гісоп, лобулярія приморська, базилік, квасоля, цибуля-трибулька, калачики, гірчиця, материнка, конюшина, горох, ожина |                     |                            | Капуста, часник, редис | |
| Диня           | Cucumis melo        |                                                | Ромашка, чабер літній,                                                                                                |                     |                            | | |
| Маракуя        | Passiflora edulis   |                                                | Картопля, буряк, швейцарський мангольд, морква, шпинат, полуниця, баклажани, цибуля, цибуля-порей, салат              |                     |                            | Кабачки, кукурудза, вігна китайська, сорго, бамія, солодка картопля | |
| Груша          | Pyrus spp.          |                                                | Ароматичні рослини |                     |                            | | |
| Полуниця       | Fragaria × ananassa | Кущова квасоля, салат, цибуля, шпинат, маракуя | Кмин, кущова квасоля, люпин, цибуля, шавлія, чебрець, огірочник                                                       | Слимаки та равлики. |                            | Капустяні, сприйнятливі до грибів-вертицилій види (помідори, картопля, баклажани, перець, диня, бамія, м'ята, чагарникові або ягідні плодові, кісточкові плодові, хризантеми, троянди) | Чебрець, посаджений та/або розміщений поруч, допомагає швидко виростити більше полуниці. |

## Трави
| Трави                      | Трави                                           | Трави | Трави                   | Трави | Трави | Трави                                                                  | Трави |
| Звичайна назва             | Наукова назва                                   | Надає підтримку | Одержує підтримку       | Приваблює | -Відлякує/+відвертає увагу | Уникайте                                                               | Примітки |
| -------------------------- | ----------------------------------------------- | --- | ----------------------- | --- | --- | ---------------------------------------------------------------------- | --- |
| Аніс                       | Pimpinella anisum                               | | Коріандр                | Бджоли, метелики та колібрі                                                                                                | |                                                                        | Не плутати з бодяном, який є зовсім іншим видом. |
| Базилік                    | Ocimum basilicum                                | Помідор, перець, материнка, спаржа, петунії, виноград                                                                | Ромашка, аніс           | Слимаки та равлики, метелики                                                                                               | Тріщалка спаржева, бражникові, комарі, трипси і мухи | Рута звичайна, чебрець                                                 | Кажуть, що у помідорів покращується смак. Ромашка та аніс мають збільшувати кількість ефірної олії у багатьох травах, таких як базилік. |
| Огірочник лікарський       | Borago officinalis                              | Майже все, особливо квасоля, полуниця, гарбузові (огірок, кабачок), фруктові дерева, помідори та капуста             |                         | Хижі комахи, медоносні бджоли                                                                                              | Численні шкідники, томатний бражник |                                                                        | Передбачте квадратний метр для його дорослого розміру. Огірочник є гарним супутником для найрізноманітніших рослин. |
| Кмин                       | Carum carvi                                     | Полуниця |                         | Паразитичні оси, паразитичні мухи                                                                                          | | Кріп                                                                   | |
| Котяча м'ята               | Nepeta cataria                                  | Баклажани |                         | | Земляні блішки, мурахи, попелиці |                                                                        | |
| Ромашка                    | Matricaria recutita                             | Більшість трав, капустяні, огірок, пшениця, цибуля, капуста                                                          |                         | Повисюхові мухи, оси | |                                                                        | Вирощування поблизу трав збільшить вміст олії. |
| Бугила (кервель)           | Anthriscus cerefolium                           | Редька, салат, броколі                                                                                               |                         | | Попелиця | Редька                                                                 | Любить тінь, та на щастя, добре росте разом з тіньовитривалими харчовими рослинами; зробить редис, вирощений біля нього, більш пряним |
| Цибуля-трибулька           | Allium schoenoprasum                            | Яблуня, морква, виноград, троянди, помідори, капустяні (броколі, капуста, гірчиця тощо), багато інших                | Морква                  | | Капустяні черви, морквяна муха, попелиця, кліщі, нематоди | Квасоля, горох                                                         | Такі ж властивості супутника, як і у всіх цибулевих (цибуля, часник, цибуля шалот, цибуля-порей тощо), що запобігають парші яблуні після 3 років посадки біля основи яблуні |
| Кінза/ Коріандр            | Coriandrum sativum                              | Аніс, капуста, шпинат, салат, помідори                                                                               | Квасоля, горох          | Тахінові мухи, повисюхові мухи                                                                                             | Попелиця, павутинні кліщі, білокрилки та картопляний жук |                                                                        | Приваблює повисюхових мух, що, своєю чергою, може зменшити популяцію шкідників у капусті. |
| Кріп                       | Anethum graveolens                              | Капустяні, броколі, капуста, кукурудза, баклажани, фенхель, салат, цибуля, огірки                                    | Фенхель                 | Метелики/гусениці тигрового хвостика, повисюхові мухи, оси, сонечка, томатний бражник, медоносні бджоли, іхневмонідові оси | Попелиця, павутинний кліщ, крайовикові клопи (Coreidae), капустяна совка (Trichoplusia ni) | Морква, помідори[джерело?]                                             | Одна з небагатьох рослин, яка росте разом з фенхелем.[джерело?] Інформацію про сумісну посадку дивіться в рядку Фенхель. |
| Звичайна назва             | Наукова назва                                   | Надає підтримку | Одержує підтримку       | Приваблює | -Відлякує/+відвертає увагу | Уникайте                                                               | Примітки |
| Фенхель                    | Foeniculum vulgare                              | Кріп | Кріп                    | Сонечка, повисюхові мухи, тахінові мухи                                                                                    | Попелиця | Майже все[джерело?]                                                    | Фенхель є алелопатичним для більшості садових рослин, пригнічуючи ріст, викликаючи відштовхування або фактично вбиваючи багато рослин.[джерело?] При спільному вирощуванні більше співвідношення фенхелю до кропу забезпечує більший прибуток. Кріп має усталювальний вплив на насіння фенхелю. Оскільки він приваблює повисюхових мух, він зменшує кількість попелиці за допомогою хижацтва. |
| Льон                       | Linum usitatissimum                             | Морква і картопля |                         | | Колорадський жук | Майже все[джерело?]                                                    | Льон містить танін і лляну олію, які можуть дратувати колорадського жука |
| Часник                     | Allium sativum                                  | Вика, капустяні, буряк, троянди, помідори, огірки, салат, селера, горох, картопля                                    | Острогін, горох         | | Попелиця, японські жуки , кліщі, капустяна совка (Trichoplusia ni), мурахи, личинки весняної капустяної мухи, пильщик плодів і стебел (Leucinodes orbonalis), червоний павутинний кліщ, слимаки | Капуста,[джерело?] виноград                                            | Для отримання додаткових відомостей див. рядок Цибулеві. Горох і часник при тісній посадці пригнічують ріст один одного; однак прибуток на одиницю площі землі стає вищим. Острогін змушує часник швидко рости. |
| Гісоп                      | Hyssopus officinalis                            | Капустяні, капуста, виноград                                                                                         |                         | Медоносні бджоли, метелики, бджоли                                                                                         | Личинки капустяної совки, білан | Редька                                                                 | Стимулює ріст винограду. |
| Лаванда                    | Lavandula angustifolia, L. dentata, L. stoechas | Ромашка, салат, капустяні, цибуля, помідори, материнка, чебрець, майоран, шавлія, розмарин, базилік, меліса, кабачок |                         | метелики, колібрі, бджоли                                                                                                  | |                                                                        | |
| Цимбопогон (Лимонне сорго) | Cymbopogon citratus                             | Баклажани |                         | | Личинки совки |                                                                        | Було показано, що в лабораторних умовах зменшується кількість личинок совки у баклажанах, але потребні польові випробування |
| Любисток лікарський        | Levisticum officinale                           | Квасоля |                         | Іхневмонідні оси, туруни (жужелиці)(корисні)                                                                               | | Ревінь                                                                 | Вважається, що він покращує здоров'я майже всіх рослин, подібно до огірочника та калачиків, та є «чудодійним засобом» супутньої посадки |
| Материнка                  | Origanum vulgare                                | Виноград, помідори, перець, гарбуз, та багато інших рослин                                                           | Базилік                 | Повисюхові мухи/Syrphidae                                                                                                  | Попелиця |                                                                        | Забезпечує ґрунтовий покрив і вкрай необхідну вологість для рослин перцю, якщо дозволити їй розстилатися між ними. Оскільки ця рослина приваблює повисюхових мух, то вона зменшує кількість попелиці за допомогою хижацтва. |
| Петрушка                   | Petroselinum crispum                            | Спаржа, кукурудза, помідори                                                                                          | Яблуня, спаржа, троянда | Косатцеві (парусники), оси, мухи                                                                                           | | Цибулеві, салат                                                        | Самовіддано приваблює комах, які харчуються помідорами |
| М'ята перцева              | Mentha piperita                                 | Цибулеві, капустяні, капуста, горох, помідори                                                                        |                         | | Весняна капустяна муха, мурахи, капустяна совка (Trichoplusia ni), попелиця, цибулева муха |                                                                        | Відлякує весняних капустяних мух, має ті ж загальні властивості супутника, що й інші м'яти |
| Розмарин                   | Rosmarinus officinalis                          | Капуста, квасоля, капустяні, морква, чебрець                                                                         |                         | | Мексиканський бобовий жук |                                                                        | Відлякує весняних капустяних мух, відлякує багатьох паразитів бобових |
| Звичайна назва             | Наукова назва                                   | Надає підтримку | Одержує підтримку       | Приваблює | -Відлякує/+відвертає увагу | Уникайте                                                               | Примітки |
| Шавлія                     | Salvia officinalis                              | Капустяні, розмарин, капуста, квасоля, брюссельська капуста, морква, полуниця, помідор, майоран                      |                         | Медоносні бджоли, білан | Весняні капустяні мухи, морквяна муха, земляні блішки, капустяна совка (Trichoplusia ni), личинки весняної капустяної мухи; також відлякує багатьох паразитів бобових                           | Уникайте будь-яких представників сімейства цибулевих та звичайної рути | |
| Полин лікарський           | Artemisia abrotanum                             | Капустяні, фруктові дерева                                                                                           |                         | | |                                                                        | Протидіє капустяній совці та малярійним комарам. |
| М'ята                      | Mentha spicata                                  | Цибулеві, капустяні, капуста, горох, помідори                                                                        |                         | | Мурахи, попелиці, цибулева муха, весняна капустяна муха |                                                                        | Протидіє мурахам та попелицям, має ті ж загальні властивості супутника, що й інші м'яти. |
| Кропива                    | Urtica dioica                                   | Ромашка, м'ята, броколі, помідори, валеріана, дягель, майоран, шавлія та м'ята перцева                               |                         | | Попелиця |                                                                        | |
| Чабер садовий              | Satureja hortensis                              | Квасоля, диня, цибулеві                                                                                              |                         | | |                                                                        | Також затримує проростання деяких бур'янів |
| Острогін                   | Artemisia dracunculus                           | Більшість овочів, але особливо баклажани                                                                             |                         | | |                                                                        | Його запах не подобається більшості шкідників, і вважається, що ця рослина має властивості рослини-няні, посилюючи ріст і аромат вирощуваних разом з нею культур. |
| Чебрець                    | Thymus vulgaris                                 | Капустяні, капуста, баклажани, картопля, полуниця, помідори, брюссельська капуста                                    |                         | Повисюхові мухи | Капустяні личинки, капустяний довгоносик, капустяна совка (Trichoplusia ni), попелиці, білокрилка[джерело?]                                                                                     |                                                                        | Оскільки він приваблює повисюхових мух, він зменшує кількість попелиці за допомогою хижацтва. |
| Полин гіркий               | Artemisia absinthium                            | Капустяні, морква |                         | | Мурахи |                                                                        | Біля більшості овочів полин слід використовувати з обережністю, оскільки він містить токсини. |
| Деревій                    | Achillea millefolium                            | Багато рослин, «більшість ароматичних рослин».                                                                       |                         | Хижі оси, сонечка, повисюхові мухи, клопи-мисливці                                                                         | Попелиця |                                                                        | Може збільшувати вміст ефірної олії у деяких травах. Також покращує якість ґрунту, — використовуйте його листя для збагачення компосту або як мульчу. Оскільки він приваблює повисюхових мух, то він зменшує кількість попелиці за допомогою хижацтва. |

## Квіти
| Квіти                   | Квіти                                           | Квіти | Квіти                                 | Квіти                                       | Квіти | Квіти                                                 | Квіти |
| Звичайна назва          | Наукова назва                                   | Надає підтримку | Одержує підтримку                     | Приваблює                                   | -Відлякує/+відвертає увагу | Уникайте                                              | Примітки |
| ----------------------- | ----------------------------------------------- | --- | ------------------------------------- | ------------------------------------------- | --- | ----------------------------------------------------- | --- |
| Лобулярія приморська    | Lobularia maritima                              | Виноград,[джерело?] салат |                                       | Повисюхові мухи та більшість корисних комах | Попелиця |                                                       | Оскільки вона приваблює повисюхових мух, то вона допомагає зменшити кількість попелиці за допомогою хижацтва. |
| Лещиця волотиста        | Gypsophila paniculata                           | |                                       | Повисюхові мухи                             | Попелиця |                                                       | Оскільки вони приваблюють повисюхових мух, вони допомагають зменшити кількість попелиці за допомогою хижацтва. |
| Монарда                 | Monarda spp.                                    | Помідори |                                       | Бджоли                                      | |                                                       | |
| Ешольція каліфорнійська | Eschscholzia californica                        | |                                       | Повисюхові мухи                             | Попелиця |                                                       | Оскільки вони приваблюють повисюхових мух, вони допомагають зменшити кількість попелиці за допомогою хижацтва. |
| Гвоздика садова         | Dianthus caryophyllus                           | Троянди, лаванда, ехінацея, айстра, наперстянка                                                                                             |                                       |                                             | Слимаки |                                                       | |
| Калачики                | Pelargonium spp.                                | Троянди, кукурудза, перець, виноград |                                       |                                             | Цикадки, японські жуки | Помідори, тютюн, баклажани та інші пасльонові         | Культура-пастка, яка відваблює шкідників від троянди та виноградної лози, відвертає увагу бурякових цикадок, носіїв вірусу бурякової кучерявої верхівки. Тримайте її подалі від пасльонових рослин, таких як баклажани та тютюн. |
| Дельфіній               | Delphinium spp.                                 | Квасоля, капуста |                                       |                                             | |                                                       | |
| Люпин                   | Lupinus                                         | Гарбузові, капустяні, салат, розмарин, кріп, полуниця, троянда                                                                              | Чабер садовий, троянда                | Медоносні бджоли                            | | Помідори та інші пасльонові                           | Ця польова квітка — бобова культура, яка надає притулок бактеріям, що закріплюють азот у ґрунті, удобрюючи його для сусідніх рослин. Подібно до чорнобривців, при посадці поруч з трояндами змушує тих інтенсивно рости. |
| Чорнобривці             | Tagetes patula, T. erecta, T. minuta            | Більшість рослин, особливо помідори та перці, гарбузові (огірки, кабачки, патисони), картопля, троянди, цибулеві, капустяні, кабачки-цукіні | Роза                                  | Равлики та слимаки.                         | Галові нематоди, бурякові цикадки, жук огірковий, крайовиковий клоп (Coreidae), цибулева муха, весняна капустяна муха |                                                       | Чорнобривці — чудодійний препарат зі світу рослин-супутників, про який хочеться сказати «посадіть їх скрізь у своєму саду». Чорнобривці розлогі (T. Patula) виробляють в корінні пестицидну хімічну речовину, настільки сильну, що вона зберігається роками після того, як вони зникнуть. Прямостійні чорнобривці (T. Erecta) роблять те ж саме, але настільки сильні, що пригнічують ріст деяких більш ніжних трав. Дрібні чорнобривці (T. Minuta) теж виявилися дієвими проти деяких багаторічних бур'янів. Подібно до люпину, при посадці поруч з трояндами змушує тих інтенсивно рости. |
| Красоля                 | Tropaeolum majus                                | Квасоля, кабачок, помідори, фруктові дерева, капустяні, редька огірки                                                                       |                                       | Хижі комахи                                 | Попелиця, тріщалка спаржева, капустяна совка (Trichoplusia ni), личинка капустяної мухи, морквяна муха, капустяний довгоносик, колорадський жук, крайовиковий клоп (Coreidae), японський жук, мексиканський бобовий жук, смугастий гарбузовий жук, білокрилка, огіркові жуки земляні блішки | Цвітна капуста                                        | Культура-пастка для попелиці, є однією з кращих у залученні хижих комах, відлякує багатьох шкідників гарбузових |
| Братки садові           | Viola x wittrockiana                            | Цибулеві, цибуля, троянди | Троянди                               |                                             | Бджоли, метелики, мурахи | Мурахи (з попелицями), равлики, слимаки, білан        | Гарна і приємно пахнюча квітка, яка дуже приваблює мурах. Фіалка з двоколірними або триколірними квітками. Допомагає цибулевим та цибулі, які своєю чергою відлякують білана. |
| Петунія                 | Petunia x hybrida                               | Гарбузові (кабачки, гарбузи, огірки), спаржа                                                                                                |                                       |                                             | Цикадки, японські жуки, попелиця, тріщалка спаржева |                                                       | Являє собою культуру-пастку, що діє майже так само, як калачики. |
| Фацелія                 | Phacelia tanacetifolia                          | Схильні до зараження попелицями рослини, особливо салат, помідори, троянда                                                                  |                                       | Повисюхові мухи                             | |                                                       | Ця рослина приваблює повисюхових мух і корисна поруч з рослинами, схильними до зараження попелицями. |
| Роза                    | Rosa spp.                                       | | Цибуля-трибулька, часник, чорнобривці |                                             | |                                                       | |
| Соняшник                | Helianthus annuus                               | Перець, кукурудза, огірок, соєві боби, помідори, ваточник здутоплодий                                                                       | Ваточник здутоплодий                  |                                             | Попелиця | Квасоля витка                                         | Вирощувався як супутник кукурудзи до прибуття сучасних європейців до Америки, та нібито збільшує її врожай. Мурахи виганяють тлю на соняшник, утримуючи їх від сусідніх рослин. Діє як культура-пастка для трипсів, тримаючи їх подалі від болгарського перцю. Посадка біля ваточника здутоплодого допомагає соняшнику швидко рости. |
| Звичайна назва          | Наукова назва                                   | Надає підтримку | Одержує підтримку                     | Приваблює                                   | -Відлякує/+відвертає увагу | Уникайте                                              | Примітки |
| Ваточник здутоплодий    | Gomphocarpus physocarpus , Asclepias physocarpa | Соняшник | Соняшник, базилік                     | Метелик монарх                              | Попелиця | Рослини, що приваблюють попелицю та павутинного кліща | Приваблює метелика монарха протягом весни та літа. Базилік відлякує тих шкідників, яких приваблює ваточник здутоплодий, наприклад, попелицю. |
| Чина запашна            | Lathyrus odoratus                               | Лобулярія приморська, лобелія, троянди, лаванда, котяча м'ята                                                                               | Капустяні, шпинат, мангольд та салати | Бджоли, метелики                            | | Попелиця                                              | Однорічна в'юнка рослина, схожа на посівний горох. Стане гарною прикрасою вашого саду чи паркану. |
| Пижмо звичайне          | Tanacetum vulgare                               | Квасоля, капустяні,[джерело?] гарбузові (огірки, патисони тощо), малина та її родичі, троянди, кукурудза, плодові дерева                    |                                       | Сонечка, медоносні бджоли                   | летючі комахи (оси іхневмоніди), мурахи, японські жуки, білан, личинка весняної капустяної мухи, спаржева тріщалка, морквяна муха, смугасті огіркові жуки, колорадський жук, личинки совки, земляні блішки, мухи, гусінь білана, крайовикові клопи (Coreidae), миші                         |                                                       | Токсичне для людей і багатьох тварин, — не садіть його там, де пасеться худоба. Вважається, що воно загалом відлякує комах (за винятком тих видів, що харчуються нектаром). |
| Цинія                   | Zinnia                                          | Квасоля, помідори, перець |                                       |                                             | Білокрилки |                                                       | Приваблює колібрі, які поїдають білокрилок, а також приваблює запилювачів |

## Інші
| Інші            | Інші             | Інші                                                                       | Інші                                                         | Інші                                                | Інші                       | Інші                   | Інші |
| Звичайна назва  | Наукова назва    | Надає підтримку                                                            | Одержує підтримку                                            | Приваблює                                           | -Відлякує/+відвертає увагу | Уникайте               | Примітки |
| --------------- | ---------------- | -------------------------------------------------------------------------- | ------------------------------------------------------------ | --------------------------------------------------- | -------------------------- | ---------------------- | --- |
| Арахіс          | Arachis hypogaea | Квасоля, кукурудза, огірок, баклажани, салат, чорнобривці, диня і соняшник |                                                              |                                                     |                            |                        | Арахіс стимулює зростання кукурудзи та патисонів |
| Горіхове дерево | Juglans spp.     | Багато видів трави, включаючи синю траву Кентуккі (Poa pratensis).         | Вільха європейська, вика волосата, коронкова вика, леспедеца |                                                     |                            | Яблуні, трави          | Чорний горіх шкідливий для росту всіх рослин пасльонових, включаючи бур'яни дурману, баклажани, мандрагору, беладону, перець (паприка, перець чилі), картоплю, помідори та петунію.                                                                             |
| Люцерна         | Medicago sativa  | Бавовна                                                                    |                                                              | Редувіїди, клопи Geokoris, сонечка, паразитичні оси | Клопи Lygus                | Помідори, кінський біб | Використовується фермерами для зменшення кількості шкідників бавовни, гарна культура для поліпшення ґрунту; фіксує азот, як це роблять боби. Також розпушує твердий та жорсткий ґрунт. Люцерна продемонструвала певний алелопатичний вплив на розсаду помідорів |

## Зовнішні посилання
- Рослини-супутники: корисне сусідство овочів [Архівовано 11 лютого 2022 у Wayback Machine.]
- Практичні рекомендації щодо організації змішаних посівів городніх культур за умов органічного землеробства [Архівовано 11 лютого 2022 у Wayback Machine.]
- Завжди саджаю кріп біля капусти! Ось як правильно сформувати грядки і квіткові клумби, щоб урожай був максимальним [Архівовано 11 лютого 2022 у Wayback Machine.]
- Що біля чого краще садити [Архівовано 11 лютого 2022 у Wayback Machine.]
- Хорошие и плохие соседи на огородной грядке [Архівовано 17 березня 2022 у Wayback Machine.]
- Бонсак, Ю. Посібник із супутньої посадки.
- Рослини-супутники [Архівовано 9 серпня 2021 у Wayback Machine.] професор Стюарт Б. Хілл, Відділ ентомології Макдональдського коледжу
- Розширений список рослин-супутників округу Касс [Архівовано 26 лютого 2010 у Wayback Machine.]
- Інфографіка з супутньої посадки [Архівовано 31 серпня 2018 у Wayback Machine.]

## Подальше читання
- Каннінгем, Саллі Джин. Чудові супутники в саду: супутня система посадки для красивого саду без хімікатів. 1998 рік.ISBN 0-87596-847-3
- Хілтон, В. Книга про трави Родале, восьме видання. Rodale Press. 1974 рік.ISBN 0-87857-076-4